# Radostynia
Radostynia (dodatkowa nazwa w j. niem. Radstein) – wieś w Polsce, położona w województwie opolskim, w powiecie prudnickim, w gminie Biała. Historycznie leży na Górnym Śląsku, na ziemi prudnickiej. Położona jest na terenie Kotliny Raciborskiej, będącej częścią Niziny Śląskiej. Przepływa przez nią rzeka Biała.
W latach 1975–1998 miejscowość należała administracyjnie do ówczesnego województwa opolskiego.
Według danych na 2011 wieś była zamieszkana przez 438 osób.
Do wsi należy kolonia Radostynia.

## Geografia

### Położenie
Wieś jest położona w południowo-zachodniej Polsce, w województwie opolskim, około 10 km od granicy z Czechami, w zachodniej części Kotliny Raciborskiej, w centralnej części gminy Biała. Należy do Euroregionu Pradziad. Przez granice administracyjne wsi przepływa rzeka Biała.

### Środowisko naturalne
W Radostyni panuje klimat umiarkowany ciepły. Średnia temperatura roczna wynosi +8,3 °C. Duże zróżnicowanie dotyczy termicznych pór roku. Średnie roczne opady atmosferyczne w rejonie Radostyni wynoszą 612 mm. Dominują wiatry zachodnie.
| SIMC    | Nazwa      | Rodzaj  |
| ------- | ---------- | ------- |
| 0491529 | Radostynia | kolonia |

## Nazwa
W alfabetycznym spisie miejscowości z terenu Śląska wydanym w 1830 roku we Wrocławiu przez Johanna Knie miejscowość występuje pod obecnie używaną polską nazwą Radostinia oraz zgermanizowaną Radstein.
Topograficzny opis Górnego Śląska z 1865 roku notuje wieś pod polską nazwą Radostinia, a także zgermanizowaną Radstein we fragmencie „Radstein (1531 Radostina, 1534 Radostny, polnisch Radostinia)”. 15 marca 1947 r. nadano miejscowości polską nazwę Radostynia. Na wniosek mniejszości niemieckiej na Śląsku w dniu 24 listopada 2008 Radostynia przyjęła również zgermanizowaną nazwę Radstein.
W historycznych dokumentach nazwę miejscowości wzmiankowano w różnych językach oraz formach: von Radscyne (1500), Radostina (1531), Radostny (1534), Radenstein (1577), Radstein (1604), ex villa Radostin (1679), ex praedio Radstein (1679), in pagis … Rottstein (1687), Radstein, P[ol.] Radosteynia (1736), Rathstein (1784), Rathstein (Rathosteinia) (1804), Radstein, Radostinia (1830), Radstein, Radostjnia (1845), Radostynia, niem. Radstein (1888), Radstein – Radostynia, -ni, radostyński (1947), Radostynia, -ni (1982). W gwarach prudnickich występuje jako Radościna.

## Historia

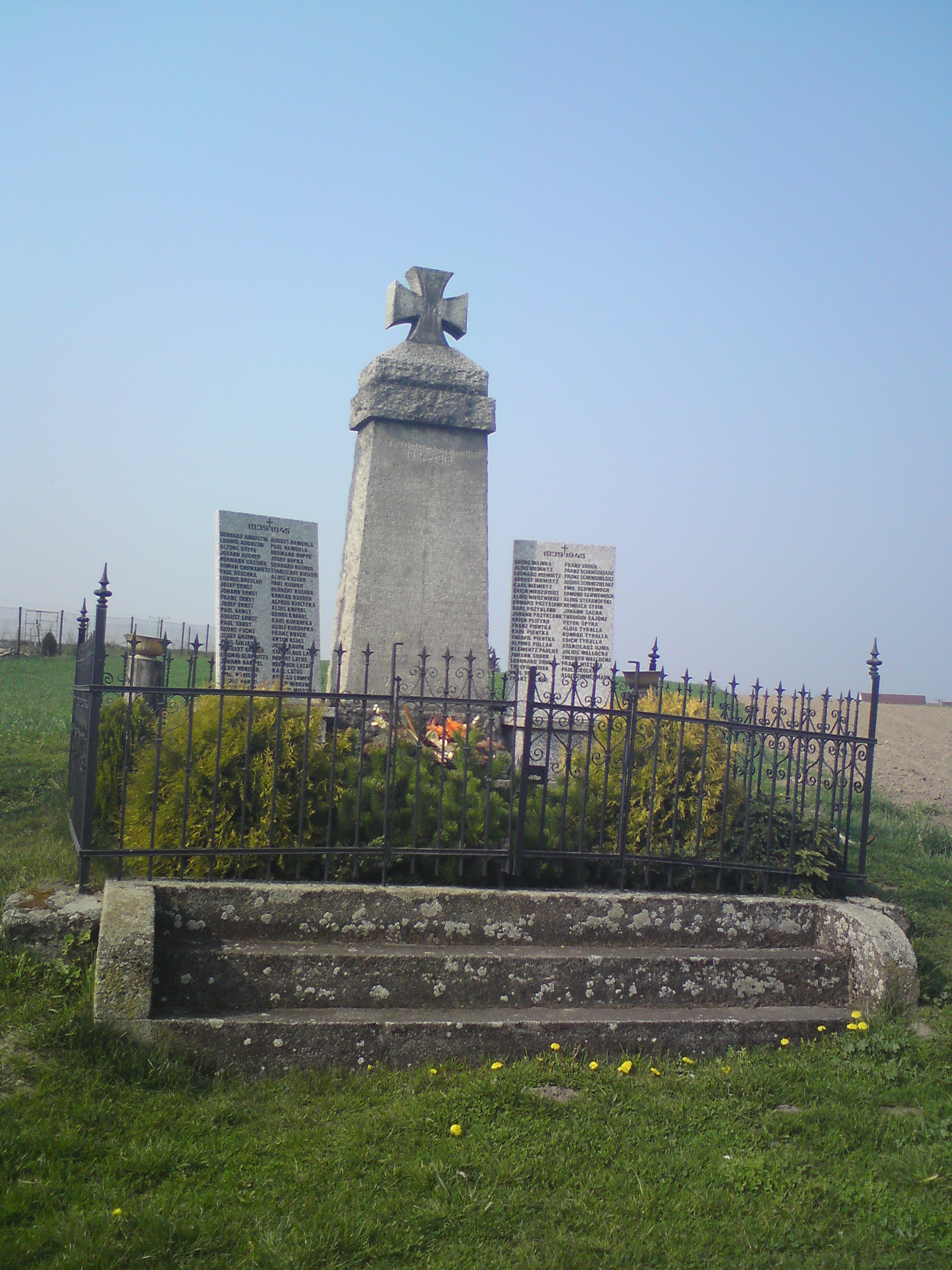
Pomnik upamiętniający mieszkańców wsi, którzy zginęli podczas I i II wojny światowej

Wieś została założona na początku XVI wieku. Po raz pierwszy wzmiankowana była w 1531 jako Radostina. W średniowieczu była własnością zamku w Chrzelicach. Do 1742 wieś należała do powiatu sądowego głogóweckiego w Monarchii Habsburgów. Po I wojnie śląskiej znalazła się w granicach Królestwa Prus i weszła w skład powiatu prudnickiego w prowincji Śląsk.

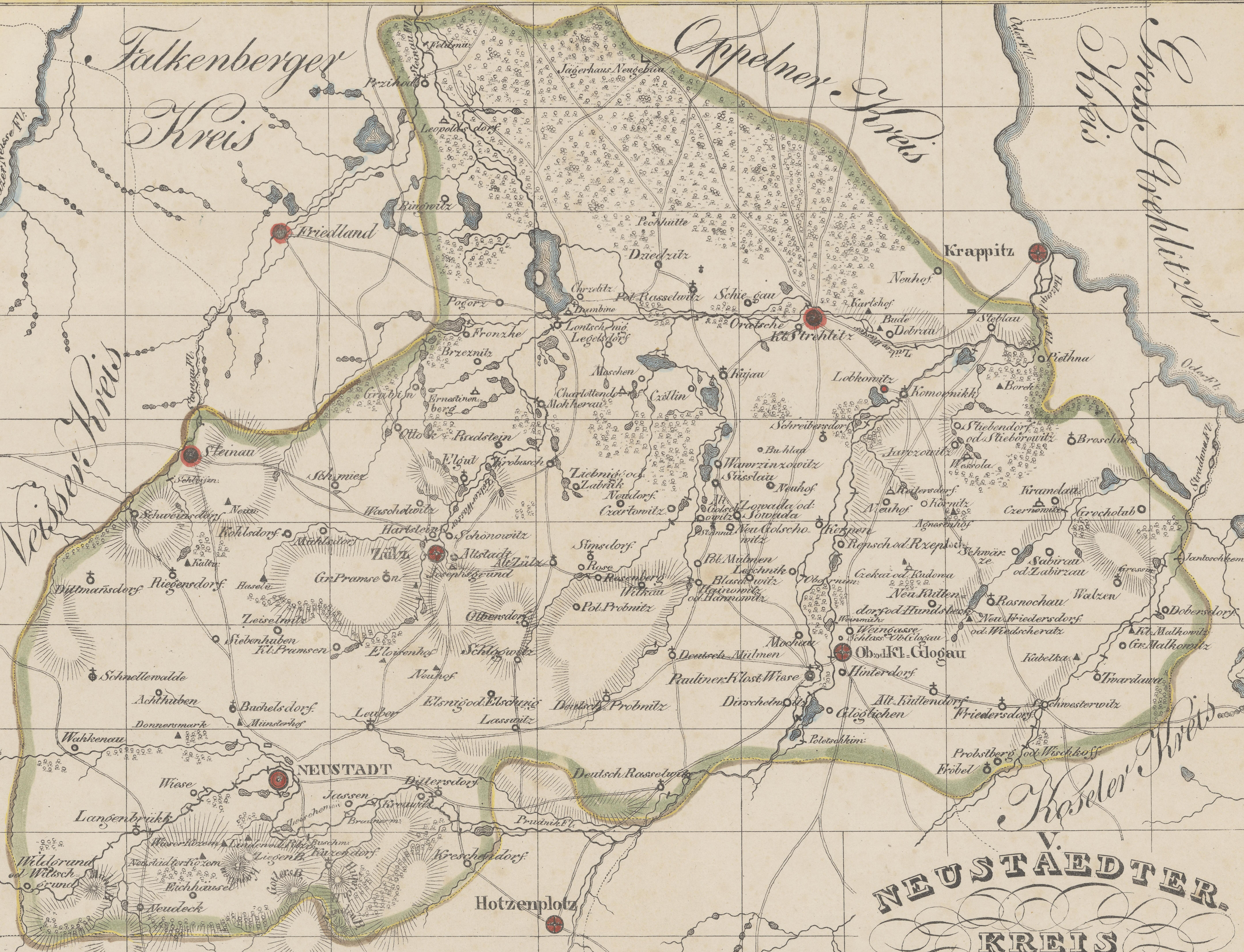
Radostynia (Radstein) wśród miejscowości ziemi prudnickiej na mapie z XIX wieku

Radostynia posiadała duży folwark, w którym w XIX i XX wieku zamieszkiwał naczelnik Heller, dzierżawca całego majątku chrzelickiego. Wieś posiadała swoją własną pieczęć, która przedstawiała w polu chłopa z długim narzędziem w ręku po lewej i trzy ogniska po prawej, a w otoku napis: RADHSTEIN: GEM: SIGEL: / NEYSTAETER CREYS (pol. Gmina Radostynia / Powiat Prudnicki).

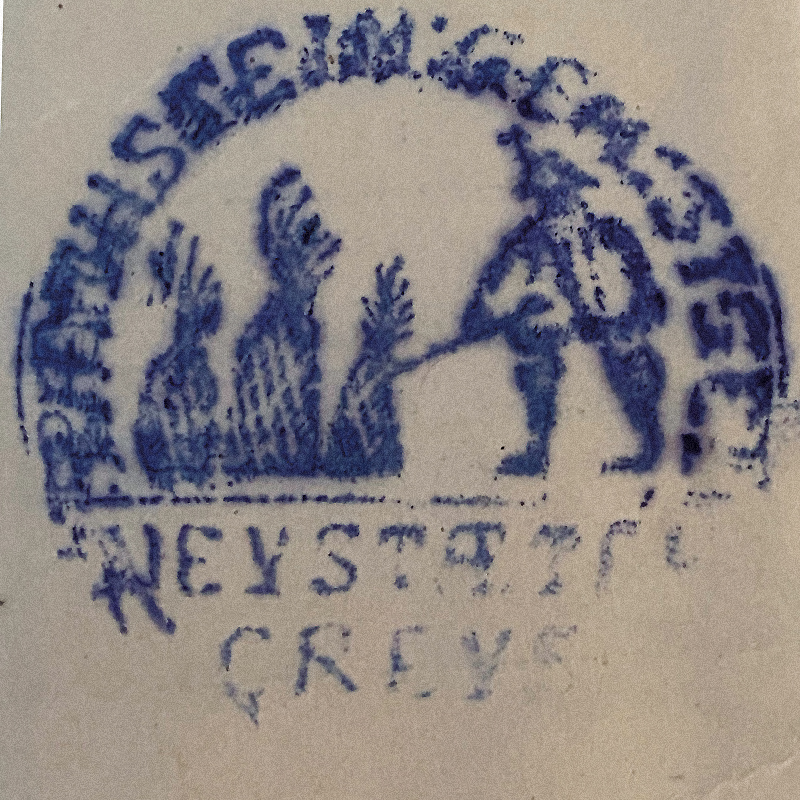
Pieczęć Radostyni (1897)

Według spisu ludności z 1 grudnia 1910, na 755 mieszkańców Radostyni 48 posługiwało się językiem niemieckim, 699 językiem polskim, a 8 było dwujęzycznych. Po I wojnie światowej we wsi powstał pomnik upamiętniający mieszkańców wsi, którzy zginęli podczas niej. W 1921 w zasięgu plebiscytu na Górnym Śląsku znalazła się tylko część powiatu prudnickiego. Radostynia znalazła się po stronie wschodniej, w obszarze objętym plebiscytem, w obwodzie nr 8 powiatu prudnickiego, którego kierownikiem został Karol Geier z Radostyni. Do głosowania uprawnionych było w Radostyni 645 osób, z czego 380, ok. 58,9%, stanowili mieszkańcy (w tym 352, ok. 54,6% całości, mieszkańcy urodzeni w miejscowości). Oddano 633 głosy (ok. 98,1% uprawnionych), w tym 630 (ok. 99,5%) ważnych; za Niemcami głosowało 507 osób (ok. 80,5%), a za Polską 123 osoby (ok. 19,5%). Alfred Liczbański, kierownik polskiej szkoły w Grabinie, organizował kurs języka polskiego w Radostyni.
W latach 1945–1950 Radostynia należała do województwa śląskiego, a od 1950 do województwa opolskiego.
W latach 1945–1954 wieś należała do gminy Łącznik.
W 2024 w Radostyni zbudowano Punkt Selektywnej Zbiórki Odpadów Komunalnych. Podczas powodzi we wrześniu 2024 w Radostyni zalany został nowy plac zabaw.
Wieś posiada herb.

## Mieszkańcy
Miejscowość zamieszkiwana jest przez mniejszość niemiecką oraz Ślązaków. Mieszkańcy wsi posługują się gwarą prudnicką, będącą odmianą dialektu śląskiego.

### Liczba mieszkańców wsi
- 1871 – 625[27]
- 1885 – 690[28]
- 1905 – 658[29]
- 1910 – 755[17]
- 1933 – 821[30]
- 1939 – 797[30]
- 1966 – 660[31]
- 1998 – 528[32]
- 2002 – 470[32]
- 2009 – 416[32]
- 2011 – 438[32]
- 2013 – 413[33]

## Zabytki

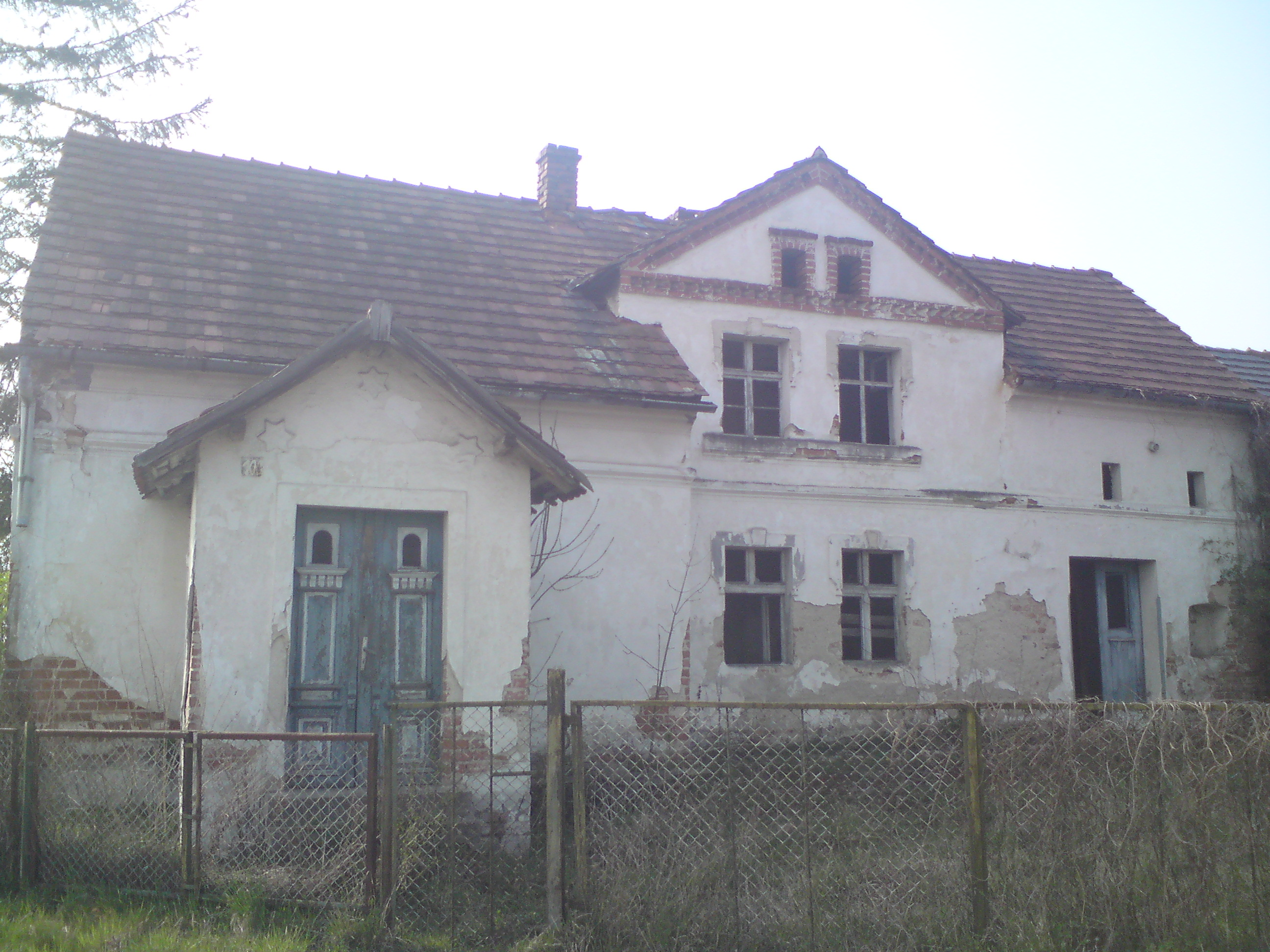
Zabytkowy dom z 1921 roku

Do wojewódzkiego rejestru zabytków wpisana jest:
- dzwonnica, z XVIII w., wypisana z księgi rejestru.

Zgodnie z gminną ewidencją zabytków w Radostyni chronione są ponadto:
- oficyna dworska
- spichlerz
- park
- most drogowy w ciągu drogi gminnej przy bud. nr 127, nad ciekiem bez nazwy

## Gospodarka
W Radostyni siedzibę ma firma Usługi Budowlane Dwornicki Zbigniew, zrzeszona w Cechu Rzemieślników i Przedsiębiorców w Prudniku.

## Transport
W odległości 2 km od Radostyni przebiega droga wojewódzka nr 414 relacji Prudnik – Opole. W zarządzie Wydziału Drogownictwa Starostwa Powiatowego w Prudniku znajdują się drogi powiatowe: nr 1268O relacji Łącznik – Mokra – Radostynia – Ligota Bialska, nr 1272O relacji Krobusz – Radostynia oraz nr 1274O relacji Łącznik – Brzeźnica – Radostynia.
Radostynia posiada połączenia autobusowe z Białą, Głuchołazami, Korfantowem, Krapkowicami, Opolem, Prudnikiem, Rzymkowicami, Strzeleczkami, Złotnikami. We wsi znajdują się trzy przystanki autobusowe – „Osiedle”, „Skrz.”, „Wieś”.

## Oświata
W Radostyni pod numerem 99 znajdowała się szkoła filialna Publicznej Szkoły Podstawowej im. Jarosława Iwaszkiewicza w Białej, wchodzącej w skład Zespołu Szkolno-Przedszkolnego w Białej.

## Kultura
W Radostyni działa Niemieckie Koło Przyjaźni (Deutscher Freundeskreis) – oddział terenowy Towarzystwa Społeczno-Kulturalnego Niemców na Śląsku Opolskim.

## Religia
Katolicy z Radostyni należą do parafii św. Stanisława Biskupa w Ligocie Bialskiej (dekanat Biała).

## Turystyka
Występujące tu wysokie walory krajobrazu przyrodniczego i kulturowego (zespół pałacowo-parkowy) oraz funkcja osady umożliwiają rozwój agroturystyki. Oddział PTTK „Sudetów Wschodnich” w Prudniku ustanowił turystyczną Odznakę Krajoznawczą Ziemi Prudnickiej, którą zdobywa się poprzez zwiedzenie odpowiedniej liczby obiektów w miejscowościach położonych na ziemi prudnickiej, w tym w Radostyni.

### Szlaki rowerowe
Przez Radostynię prowadzi szlak rowerowy:
- Trasa rowerowa PTTK nr 261-c: Biała – Stare Miasto – Solec – Olbrachcice – Wierzch – Wilków – Rostkowice – Gostomia – Krobusz – Radostynia – Mokra – Łącznik – Brzeźnica – Górka Prudnicka – Ligota Bialska – Biała

## Bezpieczeństwo
Miejscowość jest pod opieką dzielnicowego rejonu służbowego nr 16 Komendy Powiatowej Policji w Prudniku (Posterunek Policji w Białej).
Teren wsi, jak i całej gminy Biała, położony jest w strefie nadgranicznej w związku z czym Straż Graniczna dysponuje, na tym obszarze, specjalnymi kompetencjami w zakresie bezpieczeństwa. Gminę Biała obejmuje zasięgiem służbowym placówka Straży Granicznej w Opolu ze Śląskiego Oddziału SG.

## Galeria

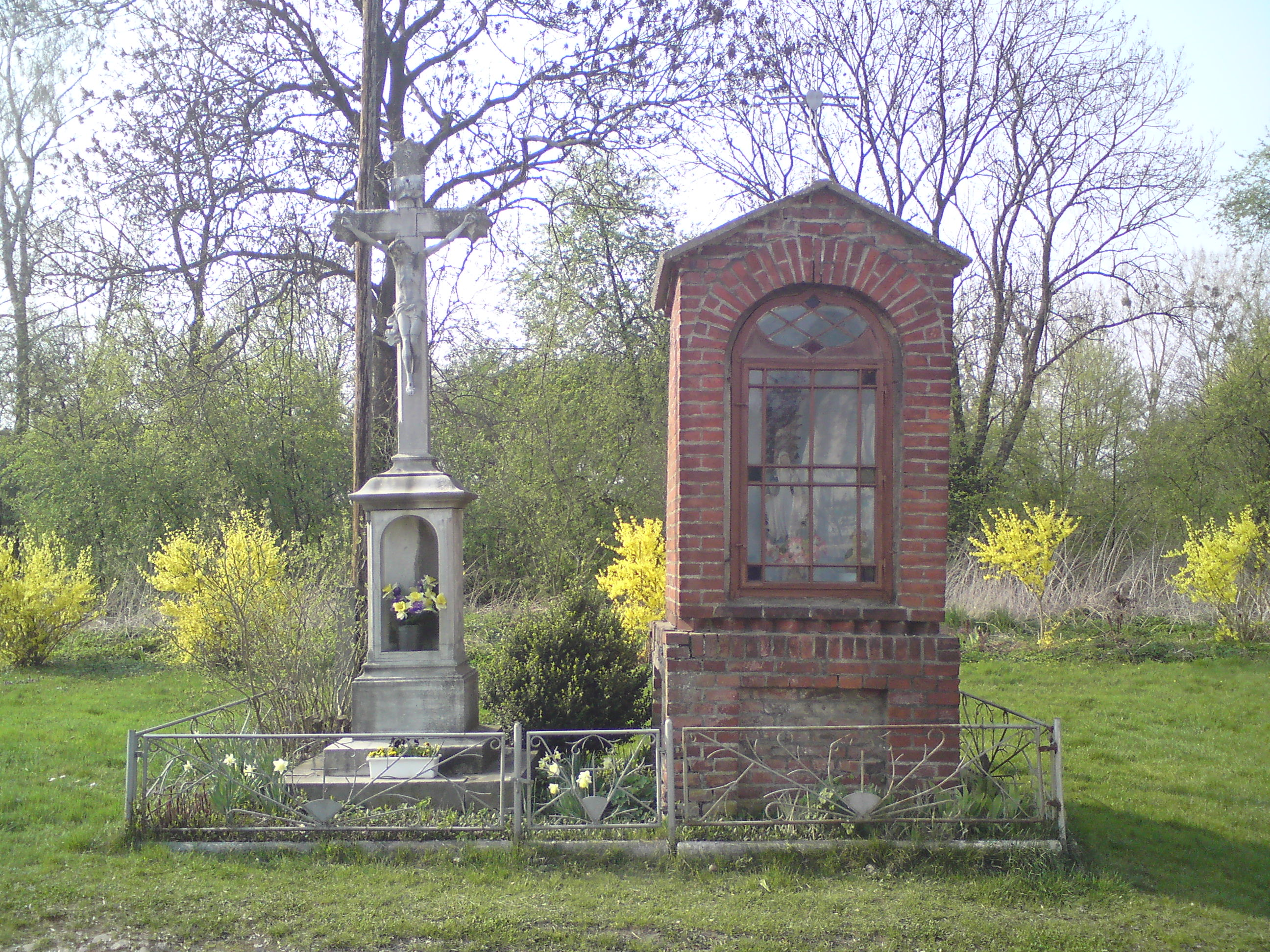
Krzyż i kapliczka
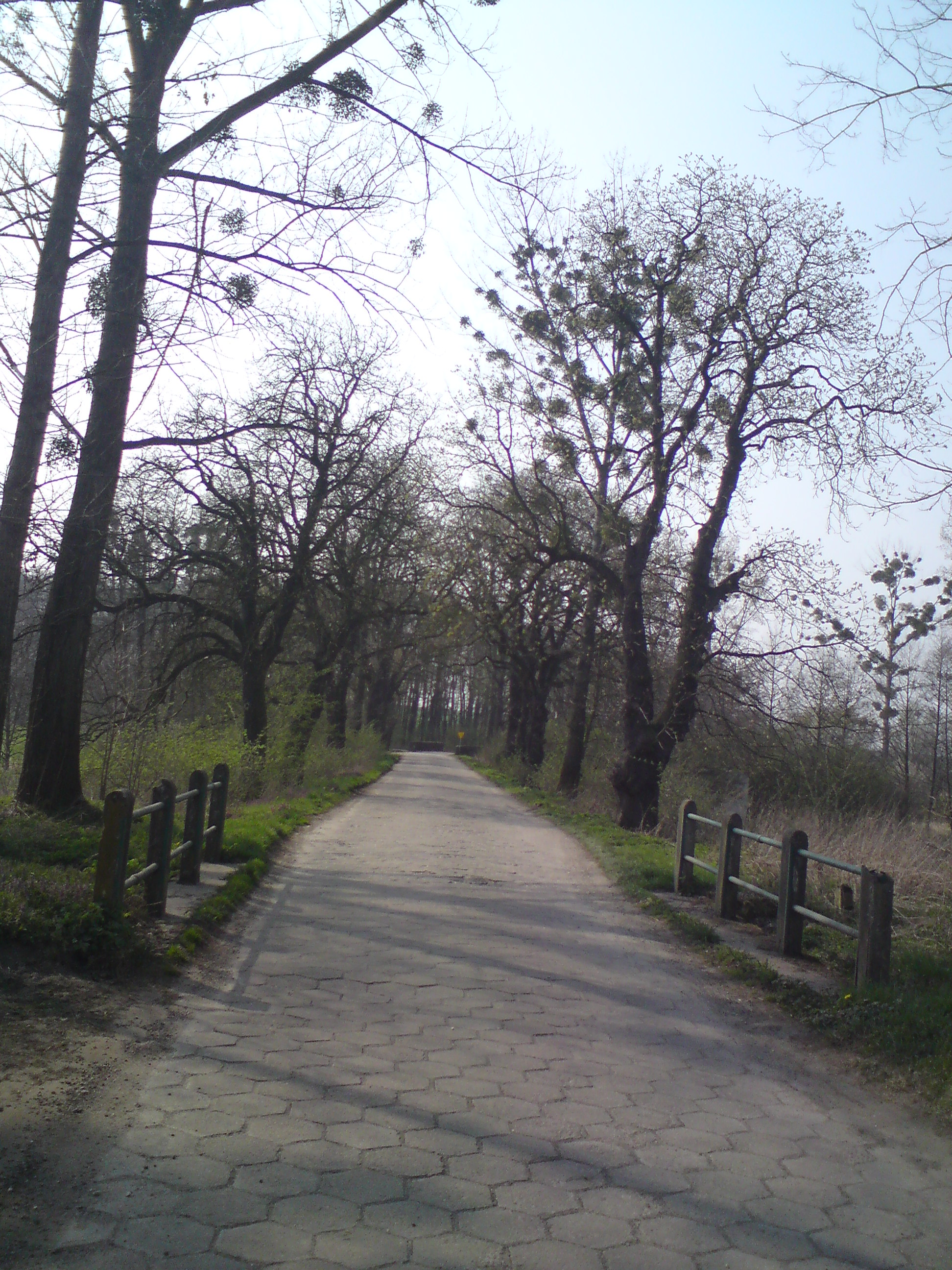
Aleja zwana „kasztanową”
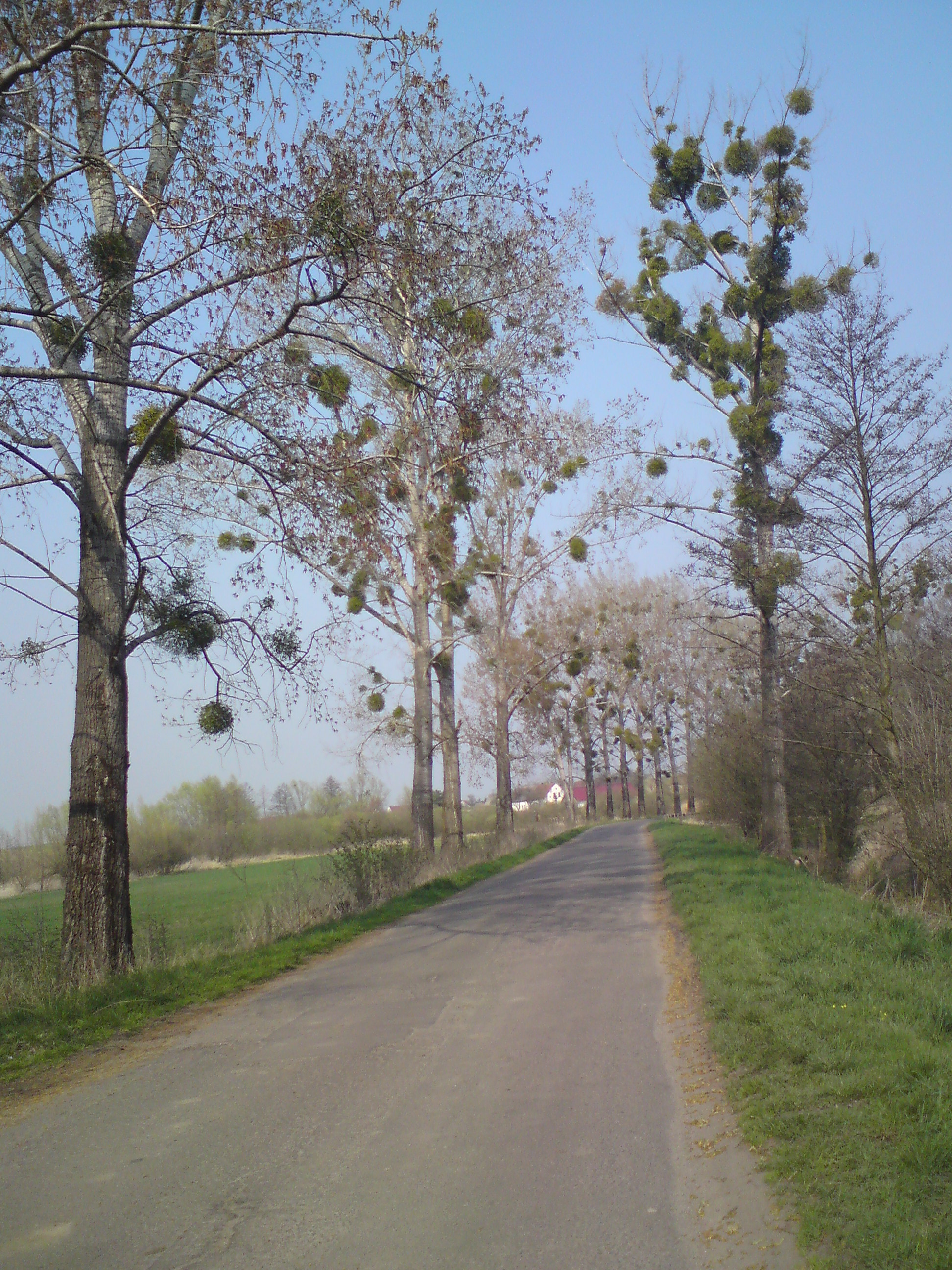
Droga wiodąca do centrum wsi
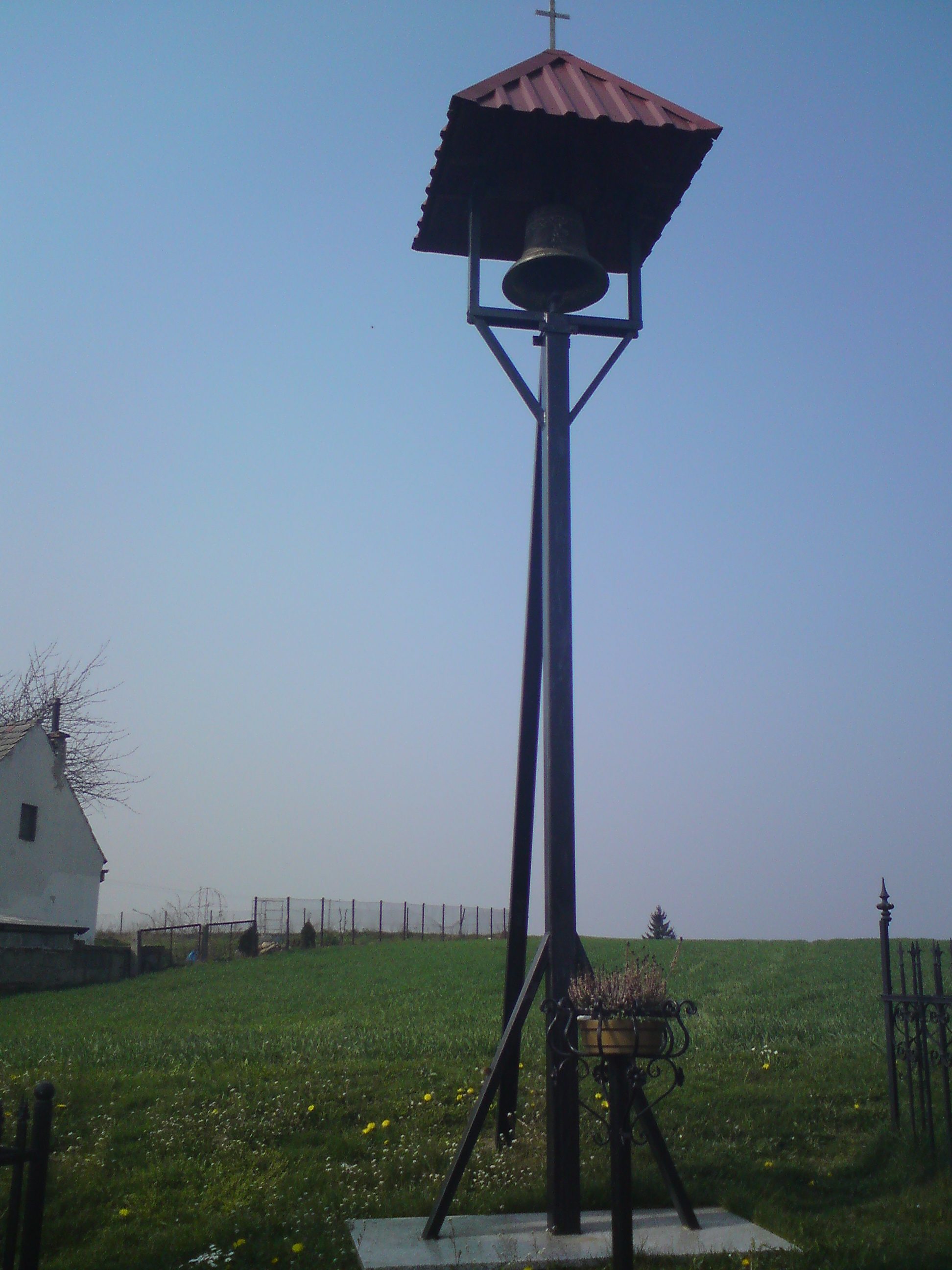
Dzwon Miłosierdzia Bożego poświęcony w lipcu 2011
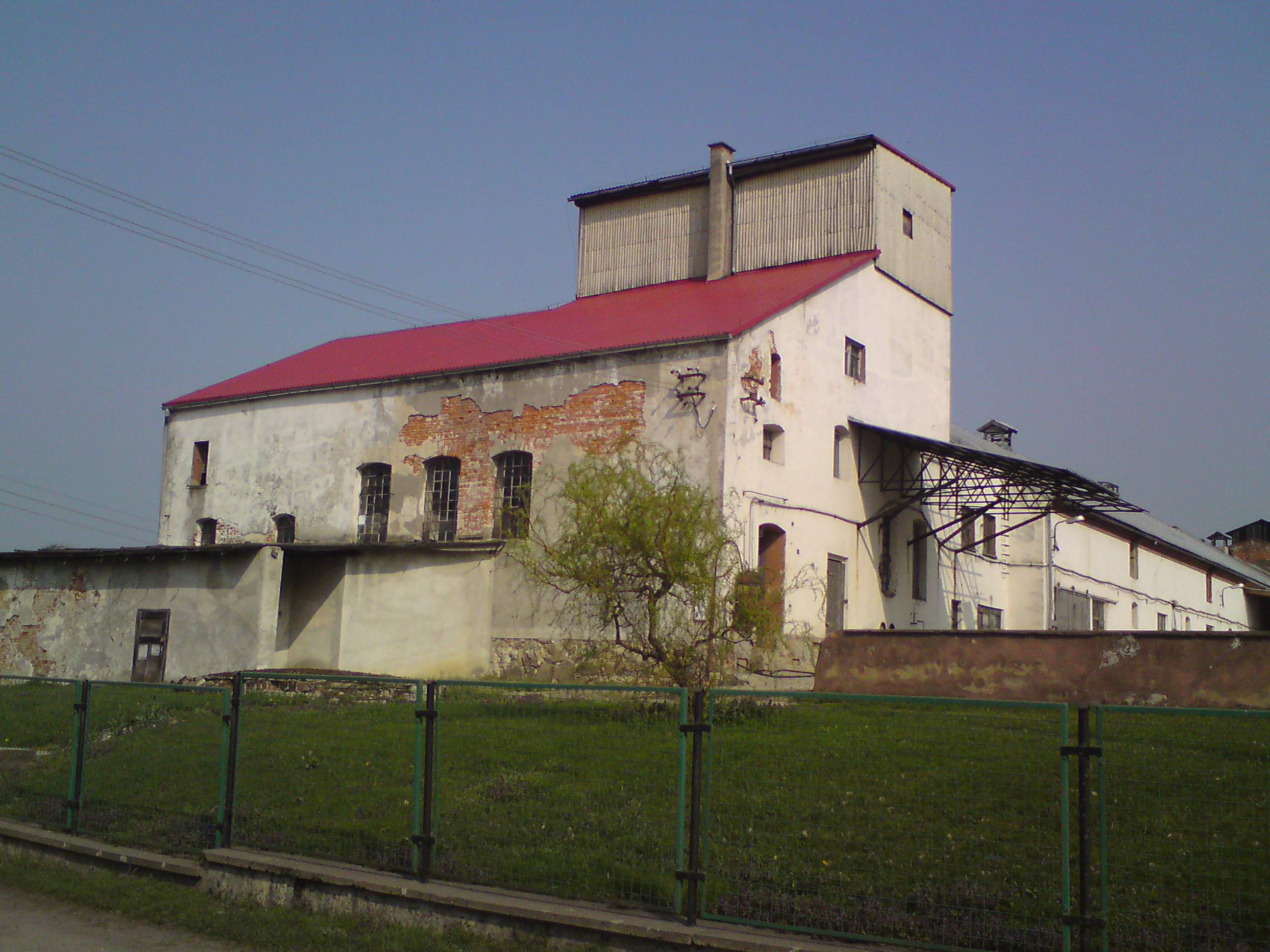
Centralny budynek majątku
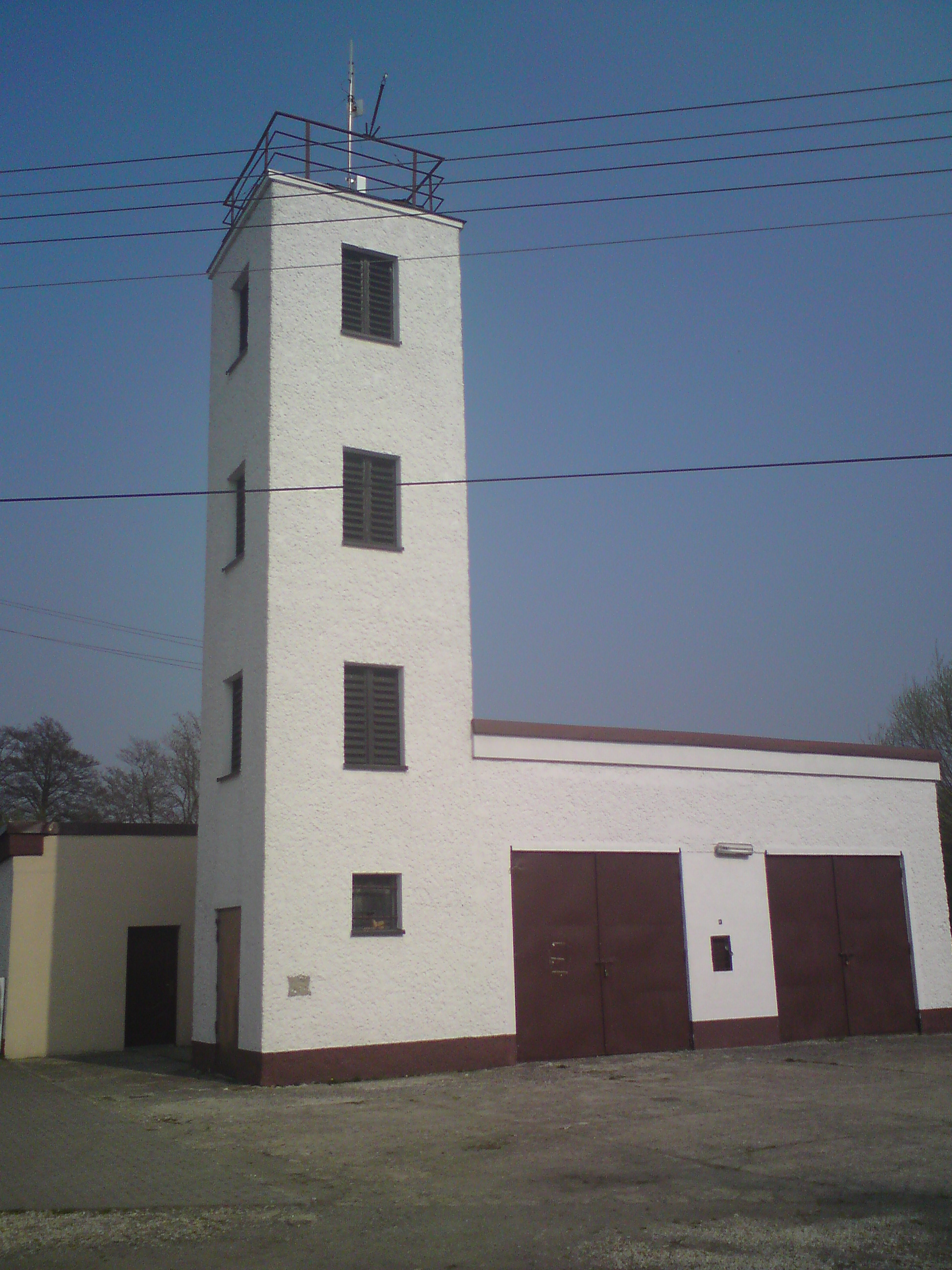
Remiza OSP Radostynia i świetlica wiejska